# John Carew, 3. Baronet
Sir John Carew, 3. Baronet (getauft 6. November 1635; † 1. August 1692) war ein englischer Adliger und Politiker, der siebenmal als Abgeordneter für das House of Commons gewählt wurde.

## Herkunft
John Carew entstammte der Familie Carew aus Antony, einer angesehenen Familie der Gentry von Cornwall. Er war der dritte, doch älteste überlebende Sohn von Sir Alexander Carew, 2. Baronet und dessen Frau Jane Rolle. Zu seinen Geschwistern gehörte Richard Carew, den er 1691 beerbte.

## Politische Tätigkeit

### Während des Commonwealth
Carews Vater wurde während des Englischen Bürgerkriegs 1643 als Verräter verhaftet und im Dezember 1644 in London hingerichtet, womit Carew seine Besitzungen in Cornwall und Devon und den Titel Baronet, of Antony in the County of Cornwall, erbte. Carew war ein gemäßigter Presbyterianer, doch wegen seiner Jugend spielte er im Bürgerkrieg keine Rolle. Während des Commonwealth übernahm er keine Ämter und wurde nur 1659 und im März 1660 mit beauftragt, die Miliz von Cornwall aufzubieten. Zusammen mit anderen Angehörigen der Gentry traf er sich vom 27. Dezember bis zum 31. Dezember 1659 in Truro, wo sie schließlich eine Proklamation veröffentlichten, in der sie in frei gewähltes Parlament forderten. 

### Während der Stuart-Restauration
Bei der Unterhauswahl 1660 während der Stuart-Restauration kandidierte Carew zunächst erfolglos im Borough Bodmin, doch schließlich wurde er als Knight of the Shire für Cornwall gewählt. Er galt zwar als Freund von Lord Wharton, blieb jedoch im Convention Parliament zurückhaltend. Bei der Unterhauswahl 1661 wurde er am 16. Mai als Abgeordneter für Bodmin gewählt. Während des nun 18 Jahre lang tagenden Cavalier Parliament blieb er erneut zurückhaltend, denn er war weiterhin mit Wharton befreundet und galt als Presbyterianer aus Cornwall, der die Regierung nicht unterstützen würde. Bis 1679 war er in 27 Ausschüssen vertreten, von denen sich die meisten mit lokalen Belangen befassten. Seit 1660 diente er dazu als Friedensrichter und ab 1682 als Deputy Lieutenant von Cornwall. Bei der Wahl im März 1679 wurde er als Abgeordneter für Lostwithiel gewählt. Im sogenannten Exclusion Parliament stimmte er für die Exclusion Bill, worauf er seine Ämter als Friedensrichter und Deputy Lieutenant verlor. Bei den Unterhauswahlen von Oktober 1679 und 1681 wurde er als Abgeordneter für Lostwithiel bestätigt. Unklar ist, ob er bei den Unterhauswahlen 1685 kandidierte. 1688 äußerte er jedenfalls Zweifel, ob die Testakte aufgehoben werden solle. Nach der Glorious Revolution wurde er 1689 vermutlich als Kandidat der Whigs als Knight of the Shire für Cornwall gewählt, dazu wurde er wieder Friedensrichter. Als Mitglied in 18 Ausschüssen war er im House of Commons wesentlich aktiver als zuvor. Bei der Unterhauswahl 1690 stellten die Tories jedoch zwei aussichtsreiche Kandidaten als Knight of the Shire für Cornwall auf, woraufhin Carew nicht erneut für Cornwall kandidierte und stattdessen als Abgeordneter für das Borough Saltash gewählt wurde. Bis zu seinem Tod unterstützte er weiter die Whigs.

## Familie und Nachkommen
Carew hatte in erster Ehe vor 1664 Sarah Hungerford († 1671), eine Tochter von Anthony Hungerford von Farleigh Hungerford Castle geheiratet, mit ihr hatte er zwei Söhne, die jedoch früh starben, und zwei Töchter:
- Jane († 1700) ⚭ Jonathan Rasleigh;
- Rachel (1669–1705) ⚭ Ambrose Manaton.

Nachdem seine erste Frau 1671 gestorben war, heiratete er in zweiter Ehe Elizabeth Norton, eine Tochter von Richard Norton aus Southwick in Hampshire. Mit ihr hatte er zwei Töchter. Nach dem Tod seiner zweiten Frau 1679 heiratete er im Juli 1681 in dritter Ehe Mary Morice, eine Tochter von Sir William Morice, 1. Baronet, aus Werrington in Devon. Mit ihr hatte er zwei Söhne und eine Tochter:
- Sir Richard Carew, 4. Baronet (1684–1703);
- Gertrude Carew (1682–1736), ⚭ (1) Sir Godfrey Copley, 2. Baronet, ⚭ (2) Sir Coplestone Bamfylde, 3. Baronet;
- Sir William Carew, 5. Baronet (1689–1744).

Carew wurde am 6. August 1692 in Antony begraben. Seine minderjährigen Söhne wurden zunächst von seiner Frau erzogen, der auch Antony überließ. Sollte diese sterben, sollten seine Trauzeugen Hugh Boscawen, Jonathan Rasleigh und Nicholas Morice die Erziehung seiner Kinder und die Verwaltung seiner Besitzungen übernehmen. Seine Frau starb tatsächlich bereits 1698. Nachdem sein ältester Sohn Richard bereits 19-jährig 1703 gestorben war, wurde schließlich sein jüngster Sohn William sein Erbe.
Das Leben seiner Tochter Rachel aus seiner ersten Ehe soll die Schriftstellerin Daphne du Maurier zu ihrem Roman My Cousin Rachel inspiriert haben.